# Gisela Birkemeyer
Gisela Birkemeyer (dekliški priimek Köhler), nemška atletinja, * 22. december 1931, Rosenbach, Nemčija, † 26. marec 2024, Berlin, Nemčija.
Nastopila je na poletnih olimpijskih igrah v letih 1956 in 1960, osvojila je srebrno in bronasto medaljo v teku na 80 m z ovirami ter šesti mesti v teku na 200 m in štafeti 4x100 m. Na evropskih prvenstvih je osvojila bronasto medaljo v teku na 80 m z ovirami leta 1958. Leta 1960 je dvakrat postavila ali izenačila svetovni rekord v teku na 80 m z ovirami, leta 1956 pa je z nemško reprezentanco dvakrat postavila svetovni rekord v štafeti 4 x 100 m.